# سيلفان إبانكس بليك
سيلفان إبانكس بليك (بالإنجليزية: Sylvan Ebanks-Blake)‏ (مواليد 29 مارس 1986 في كامبريدج - إنجلترا) لاعب كرة قدم إنجليزي يلعب حاليا لصالح نادي الدرجة الممتازة وولفرهامبتون واندررز الإنجليزي منذ 2008 في مركز المهاجم . .

## روابط خارجية
- سيلفان إبانكس بليك على موقع قاعدة بيانات كرة القدم.إي يو (الإنجليزية)
- سيلفان إبانكس بليك على موقع Soccerbase.com (لاعب) (الإنجليزية)
- سيلفان إبانكس بليك على موقع Soccerway.com (الإنجليزية)
- سيلفان إبانكس بليك على موقع عالم كرة القدم.نت (الإنجليزية)
- سيلفان إبانكس بليك على موقع كووورة